# Давлетшина, Хадия Лутфулловна
Хадия Лутфулловна Давлетшина (баш. Дәүләтшина Һәҙиә Лотфулла ҡыҙы; урождённая Хадия Лутфулловна Ильясова; 5 марта 1905, деревня Хасаново Имелеевской волости Николаевского уезда Самарская губерния, ныне село Хасьяново Большечерниговский район Самарской области — 5 декабря 1954, г. Бирск Башкирская АССР) — советская башкирская писательница. Член Союза писателей БАССР (1935).

## Биография
Родилась 5 марта 1905 года в деревне Хасаново Пугачёвского уезда Самарской губернии в бедной крестьянской семье. Отец был батраком. Хадия ходила в медресе, а в 1918 году поступила в пятый класс школы и вступила в комсомол. В 1920 работа учителем в деревне Денгизбаево Имелеевской волости Пугачёвского уезда Самарской губернии и параллельно училась в башкиро-татарском педагогическом техникуме в Самаре.
В 1926 году Хадия Лутфулловна под руководством мужа Губая Давлетшина написала своё первое произведение — рассказ «Пионерка Хылукай», который опубликовали на башкирском языке в газете «Молодёжь Башкортостана».
В 1932 поступила в Московский институт по подготовке редакторов, затем, в 1935—1937 годах, училась в Башкирском педагогическом институте им. К. А. Тимирязева (ныне Уфимский университет науки и технологий). После окончания институте работала литературным сотрудником газеты «Зерновая фабрика» политотдела Зилаирского зерносовхоза Баймакского района БАССР (вместе с мужем, башкирским писателем Губаем Давлетшиным, впоследствии наркомом просвещения Башкирской АССР).
В 1937—1942 в заключении как жена репрессированного, после этого до смерти жила в ссылке в Бирске

### Участие в работе Союза писателей
- Делегат 1-го съезда писателей СССР (1934),
- Делегат 3-го пленума писателей СССР, г. Минск (1936).

## Творчество
- первый рассказ «Пионерка Хылукай» (баш. «Һылыуҡай-пионерка») опубликован в газете «Башҡортостан йәштәре» («Молодежь Башкортостана»), 1926;
- повесть «Айбика» (Айбикә) 1931[1];
- повесть «Волны колосьев» («Башаҡтар тулҡыны»'), 1932;
- «Сборник рассказов», 1935;
- повесть «Пламенные годы» («Ялҡынлы йылдар»), 1933-37;
- роман «Иргиз» («Ырғыҙ»), 1942-52, опубликован 1957.

## Звания и награды
- Хадия Давлетшина посмертно удостоена самой первой Республиканской премии им. Салавата Юлаева 1967 года с формулировкой «За роман „Иргиз“ (посмертно)».

## Память
В честь писательницы в Уфе назван бульвар, улица в с. Ургаза Баймакского района, а также установлены памятники в городах Сибае, Бирске.